# Lomariopsis rossii
Lomariopsis rossii là một loài dương xỉ trong họ Lomariopsidaceae. Loài này được Holttum mô tả khoa học đầu tiên.